# Società Sportiva Lazio 1929-1930
Questa voce raccoglie le informazioni riguardanti la Società Sportiva Lazio nelle competizioni ufficiali della stagione 1929-1930.

## Stagione
Nella stagione 1929-1930 la squadra prese parte al primo campionato di Serie A della storia del calcio italiano, concludendo la stagione al quindicesimo posto con 28 punti.

## Divise
| Manica sinistra · Manica sinistra · Maglietta · Maglietta · Manica destra · Manica destra · Pantaloncini · Calzettoni · Calzettoni |
| Casa |

| Manica sinistra · Manica sinistra · Maglietta · Maglietta · Manica destra · Manica destra · Pantaloncini · Calzettoni · Calzettoni |
| Trasferta |

## Organigramma societario
Area direttiva
- Presidente: Remo Zenobi

Area tecnica
- Allenatore: Ferenc Molnár, da ottobre Pietro Piselli, poi Ferenc Molnár

## Rosa
| N. |                   | Ruolo | Calciatore        |
| -- | ----------------- | ----- | ----------------- |
|    | Italia (bandiera) | P     | Tullio Bonadeo    |
|    | Italia (bandiera) | P     | Alberto Pizzetti  |
|    | Italia (bandiera) | P     | Ezio Sclavi       |
|    | Italia (bandiera) | D     | Renato Bottacini  |
|    | Italia (bandiera) | D     | Dino Canestri     |
|    | Italia (bandiera) | D     | Gino Delle Fratte |
|    | Italia (bandiera) | D     | Alfredo Foni      |
|    | Italia (bandiera) | D     | Augusto Mattei II |
|    | Italia (bandiera) | D     | Luigi Saraceni II |
|    | Italia (bandiera) | D     | Orlando Tognotti  |
|    | Italia (bandiera) | C     | Leopoldo Caimmi   |
|    | Italia (bandiera) | C     | Marino Furlani    |

| N. |                   | Ruolo | Calciatore               |
| -- | ----------------- | ----- | ------------------------ |
|    | Italia (bandiera) | C     | Mario Malatesta          |
|    | Italia (bandiera) | C     | Walter Marcacci          |
|    | Italia (bandiera) | C     | Odoacre Pardini          |
|    | Italia (bandiera) | C     | Francesco Rier           |
|    | Italia (bandiera) | C     | Aldo Spivach             |
|    | Italia (bandiera) | C     | Giuseppe Valenti         |
|    | Italia (bandiera) | A     | Carlo Cevenini V         |
|    | Italia (bandiera) | A     | Ugo Ciabattini           |
|    | Italia (bandiera) | A     | Riccardo Okely III       |
|    | Italia (bandiera) | A     | Piero Pastore (capitano) |
|    | Italia (bandiera) | A     | Dino Sbrana II           |
|    | Italia (bandiera) | A     | Luigi Ziroli             |

## Calciomercato
| Acquisti | Acquisti           | Acquisti     | Acquisti   |
| R.       | Nome               | da           | Modalità   |
| -------- | ------------------ | ------------ | ---------- |
| P        | Tullio Bonadeo     | La Dominante | definitivo |
| D        | Alfredo Foni       | Udinese      | definitivo |
| D        | Orlando Tognotti   | Genova 1893  | definitivo |
| C        | Mario Malatesta    | Spezia       | definitivo |
| A        | Riccardo Okely III | Padova       | definitivo |
| A        | Pietro Pastore     | Milan        | definitivo |
| A        | Dino Sbrana II     | Siena        | definitivo |
| A        | Luigi Ziroli       | Serenissima  | definitivo |

| Cessioni | Cessioni        | Cessioni     | Cessioni      |
| R.       | Nome            | a            | Modalità      |
| -------- | --------------- | ------------ | ------------- |
| P        | Bruno Nicolini  | Spezia       | definitivo    |
| D        | Aimone Lo Prete | Palermo      | definitivo    |
| C        | Manrico Berti   | Viterbese    | definitivo    |
| C        | Luigi Bodrato   | Sestrese     | definitivo    |
| C        | Silvio Griggio  |              | fine carriera |
| C        | Jenő Ligeti     | Budai 11     | definitivo    |
| C        | Libero Molinis  | Monfalconese | definitivo    |
| C        | Carlo Nesi      | Robur        | definitivo    |
| C        | Paolo Paganini  | Napoli       | definitivo    |
| C        | Gino Lamon I    | Padova       | definitivo    |
| A        | Carlo Radice    | Palermo      | definitivo    |
| A        | Aroldo Vaccari  | Parma        | definitivo    |

## Risultati

### Serie A

#### Girone di andata
| Arbitro: | Giorgi (Gallarate) |

|                                  |           |  |
| Spivach 15’ Rier 56’ Pastore 84’ | Marcatori |  |

| Arbitro: | Barlassina (Novara) |

|                         |           |  |
| Chiecchi 34’ Bodini 65’ | Marcatori |  |

| Roma 20 ottobre 1929 3ª giornata | Lazio         | 0 – 0 referto | Alessandria | Stadio della Rondinella\| Arbitro: \| Dani (Genova) \| |
| Arbitro:                         | Dani (Genova) |               |             |                                                        |

| Arbitro: | Pessato (Monfalcone) |

|            |           |                |
| Sbrana 33’ | Marcatori | 63’ Balestrini |

| Arbitro: | Barlassina (Novara) |

|                                             |           |                                |
| Ostromann 47’ De Manzano 53’ Castellani 64’ | Marcatori | 80’, 81’ Spivach 86’ Malatesta |

| Modena 10 ottobre 1929 6ª giornata | Modena          | 0 – 0 referto | Lazio | Campo di Viale Fontanelli\| Arbitro: \| Giorgi (Milano) \| |
| Arbitro:                           | Giorgi (Milano) |               |       |                                                            |

| Arbitro: | U. Gama (Milano) |

|                                        |           |  |
| Ziroli 4’, 34’, 37’ Rier 59’, 71’, 86’ | Marcatori |  |

| Arbitro: | Mastellari (Bologna) |

|                     |           |               |
| Santagostino 2’, 6’ | Marcatori | 36’ Malatesta |

| Arbitro: | Carraro (Padova) |

|  |           |          |
|  | Marcatori | 78’ Volk |

| Arbitro: | Malagodi (Ferrara) |

|                              |           |                      |
| Maffioli 8’, 42’ Frisoni 70’ | Marcatori | 15’ Rier 74’ Spivach |

| Arbitro: | Tagliabue (Milano) |

|                                           |           |  |
| Ziroli 39’ (rig.), 57’, 74’ Malatesta 67’ | Marcatori |  |

| Arbitro: | Melandri (Bologna) |

|                    |           |              |
| Malatesta 49’, 73’ | Marcatori | 5’ Reguzzoni |

| Arbitro: | Giorgi (Milano) |

|               |           |  |
| Libonatti 41’ | Marcatori |  |

| Arbitro: | Caironi (Milano) |

|  |           |                           |
|  | Marcatori | 5’ Mihalich 10’ Sallustro |

| Arbitro: | U.Gama (Milano) |

|                                |           |              |
| Pastore 30’ Malatesta 61’, 74’ | Marcatori | 89’ Magnozzi |

| Arbitro: | Lenti (Genova) |

|                             |           |              |
| Gatti 7’, 44’ Ardissone 85’ | Marcatori | 1’ Malatesta |

| Arbitro: | Mastellari (Bologna) |

|  |           |              |
|  | Marcatori | 55’ Munerati |

#### Girone di ritorno
| Arbitro: | Scarpi (Dolo) |

|                                      |           |                                 |
| Busini 19’ Muzzioli 24’ Schiavio 34’ | Marcatori | 57’ (aut.) Monzeglio 67’ Ziroli |

| Arbitro: | Caironi (Milano) |

|                            |           |  |
| Spivach 9’, 76’ Ziroli 70’ | Marcatori |  |

| Arbitro: | Guarnieri (Milano) |

|                                            |           |                        |
| Ferrari 16’ Chierico 21’ Cattaneo 30’, 71’ | Marcatori | 47’ Spivach 72’ Ziroli |

| Arbitro: | Lenti (Genova) |

|                                    |           |                       |
| Blasevich 25’ Meazza 26’, 33’, 85’ | Marcatori | 8’ Spivach 42’ Ziroli |

| Roma 30 marzo 1930 22ª giornata | Lazio              | 0 – 0 referto | Triestina | Stadio della Rondinella\| Arbitro: \| Guarnieri (Milano) \| |
| Arbitro:                        | Guarnieri (Milano) |               |           |                                                             |

| Arbitro: | U.Gama (Milano) |

|                                     |           |  |
| Pastore 9’, 59’ Rier 28’ Ziroli 40’ | Marcatori |  |

| Arbitro: | Guarnieri (Milano) |

|             |           |                             |
| Cabrini 14’ | Marcatori | 44’ Caimmi 58’, 59’ Pastore |

| Roma 27 aprile 1930 25ª giornata | Lazio           | 0 – 0 referto | Milan | Stadio della Rondinella\| Arbitro: \| Mattea (Torino) \| |
| Arbitro:                         | Mattea (Torino) |               |       |                                                          |

| Arbitro: | U.Gama (Milano) |

|                                           |           |             |
| Bernardini 27’ Volk 40’ Chini Ludueña 60’ | Marcatori | 15’ Pastore |

| Roma 18 maggio 1930 27ª giornata | Lazio            | 0 – 0 referto | Brescia | Stadio della Rondinella\| Arbitro: \| Caironi (Milano) \| |
| Arbitro:                         | Caironi (Milano) |               |         |                                                           |

| Arbitro: | U.Gama (Milano) |

|                          |           |             |
| Bedendo 32’ Vecchina 51’ | Marcatori | 18’ Pastore |

| Busto Arsizio 29 maggio 1930 29ª giornata | Pro Patria       | 0 – 0 referto | Lazio | Stadio Comunale\| Arbitro: \| Carraro (Padova) \| |
| Arbitro:                                  | Carraro (Padova) |               |       |                                                   |

| Arbitro: | Guarnieri (Milano) |

|            |           |  |
| Ziroli 54’ | Marcatori |  |

| Arbitro: | Bruna (Venezia) |

|                                        |           |  |
| Buscaglia 70’ (rig.), 76’ Mihalich 82’ | Marcatori |  |

| Arbitro: | Caironi (Milano) |

|                                             |           |  |
| Palandri 16’, 72’ Magnozzi 44’ Corsetti 90’ | Marcatori |  |

| Arbitro: | U.Gama (Milano) |

|                                |           |                           |
| Malatesta 14’ Pastore 37’, 66’ | Marcatori | 58’ Seccatore 76’ Bajardi |

| Arbitro: | Guarnieri (Milano) |

|                               |           |             |
| Orsi 8’ Gobetti 78’ Vojak 87’ | Marcatori | 36’ Spivach |

## Statistiche

### Statistiche di squadra
| Competizione | Punti | In casa | In casa | In casa | In casa | In casa | In casa | In trasferta | In trasferta | In trasferta | In trasferta | In trasferta | In trasferta | Totale | Totale | Totale | Totale | Totale | Totale | DR |
| Competizione | Punti | G       | V       | N       | P       | Gf      | Gs      | G            | V            | N            | P            | Gf           | Gs           | G      | V      | N      | P      | Gf     | Gs     | DR |
| ------------ | ----- | ------- | ------- | ------- | ------- | ------- | ------- | ------------ | ------------ | ------------ | ------------ | ------------ | ------------ | ------ | ------ | ------ | ------ | ------ | ------ | -- |
| Serie A      | 28    | 17      | 9       | 5       | 3       | 30      | 9       | 17           | 1            | 3            | 13           | 19           | 41           | 34     | 10     | 8      | 16     | 49     | 50     | -1 |

### Statistiche dei giocatori
Nel conteggio delle reti realizzate si aggiunga un'autorete a favore in campionato.
| Giocatore       | Serie A  | Serie A |
| Giocatore       | Presenze | Reti    |
| --------------- | -------- | ------- |
| T. Bonadeo      | 3        | -5      |
| R. Bottacini    | 27       | 0       |
| L. Caimmi       | 32       | 1       |
| D. Canestri     | -        | -       |
| C. Cevenini V   | 16       | 0       |
| U. Ciabattini   | 3        | 0       |
| G. Delle Fratte | -        | -       |
| A. Foni         | 18       | 0       |
| M. Furlani      | 26       | 0       |
| M. Malatesta    | 23       | 9       |
| W. Marcacci     | 8        | 0       |
| A. Mattei II    | 7        | 0       |
| R. Okely III    | 7        | 0       |
| O. Pardini      | 27       | 0       |
| P. Pastore      | 28       | 10      |
| F. Rier         | 16       | 7       |
| L. Saraceni II  | 8        | 0       |
| D. Sbrana II    | 15       | 1       |
| E. Sclavi       | 31       | -45     |
| A. Spivach      | 21       | 9       |
| O. Tognotti     | 26       | 0       |
| G. Valenti      | 1        | 0       |
| L. Ziroli       | 31       | 11      |